# Sofitel Legend Metropole Hanoi
El Sofitel Legend Metropole Hanoi, también llamado Grand Hotel Métropole, es un hotel de lujo ubicado en el distrito financiero de Hoàn Kiếm, de la ciudad de Hanói en Vietnam.
Su origen se remonta a la época de la Indochina francesa. Hasta la actualidad en sus habitaciones se hospedaron personajes importantes como Charlie Chaplin, Jane Fonda, George H. W. Bush, François Mitterrand, Jacques Chirac, Donald Trump y Kim Jong-un.

## Historia

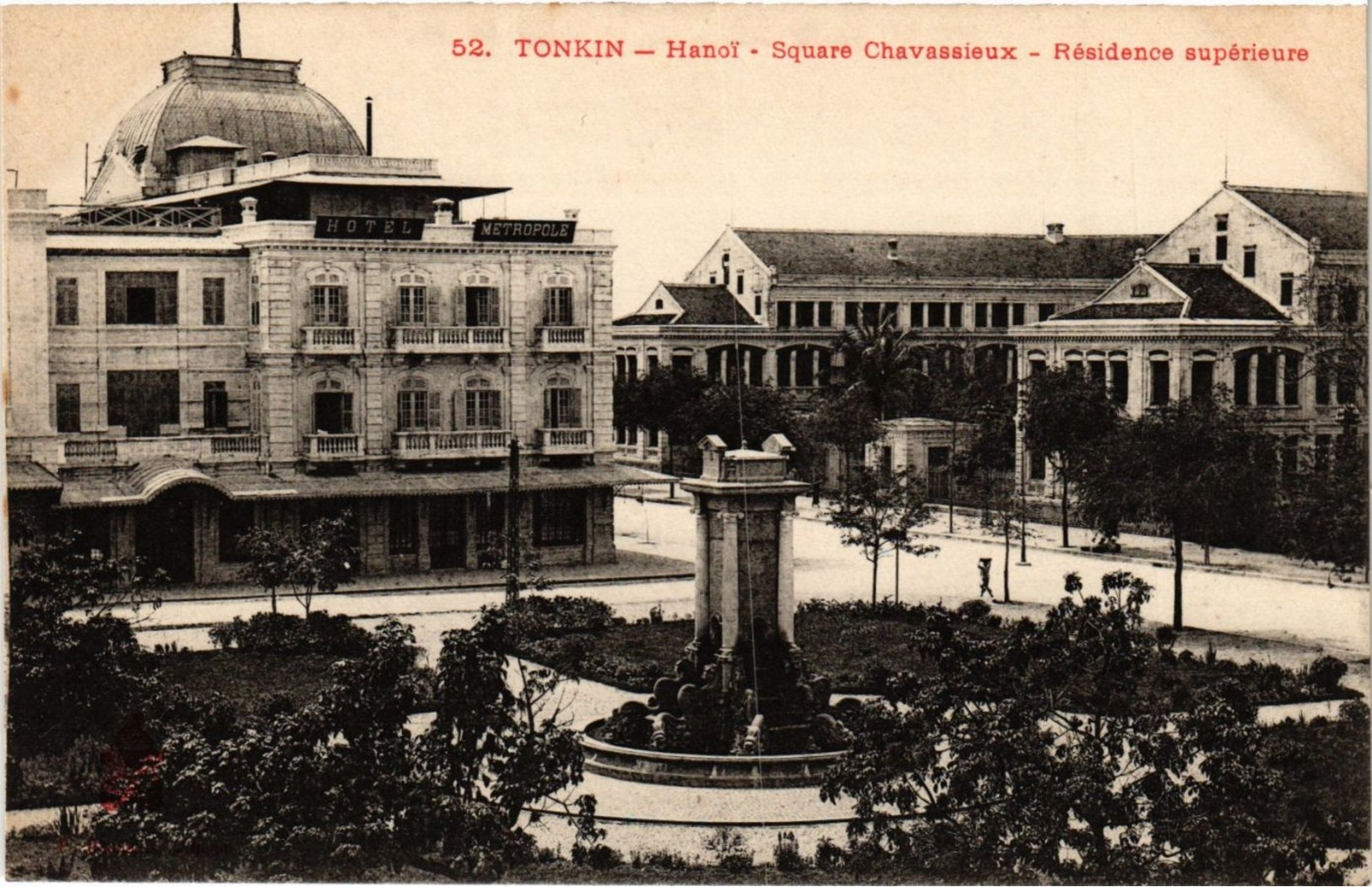
Sofitel Legend Metropole Hanoi, oficialmente en ese tiempo como Grand Hotel Métropole, durante la ocupación francesa de Vietnam.

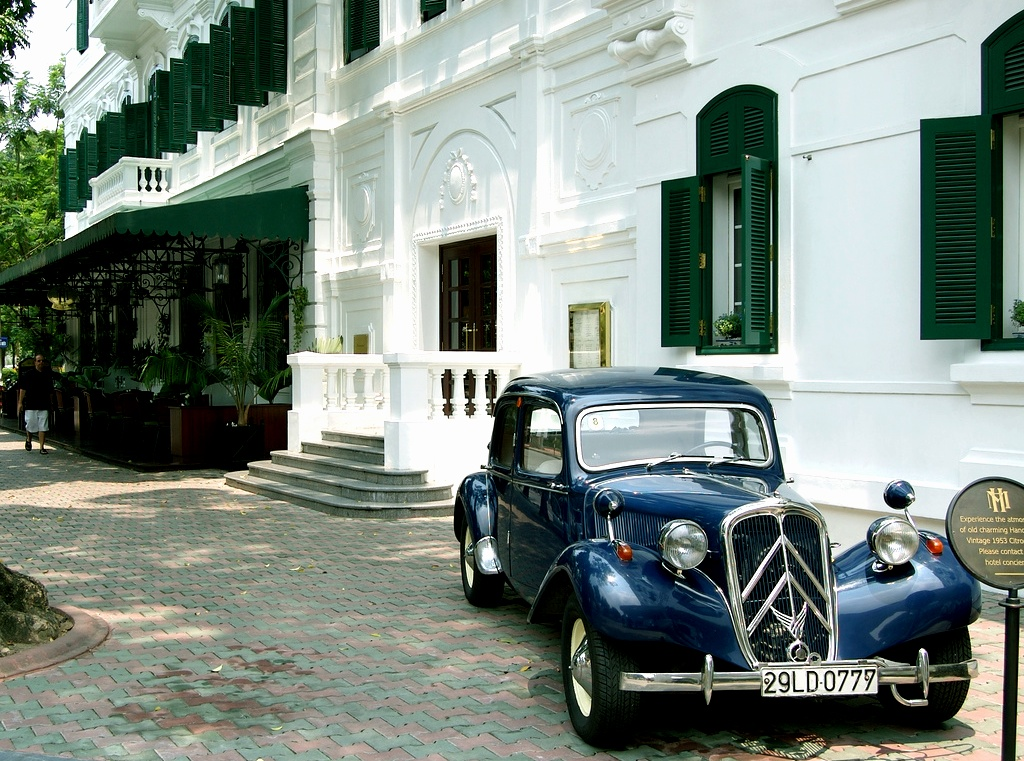
Fachada del Sofitel Legend Metropole Hanoi en 2007.

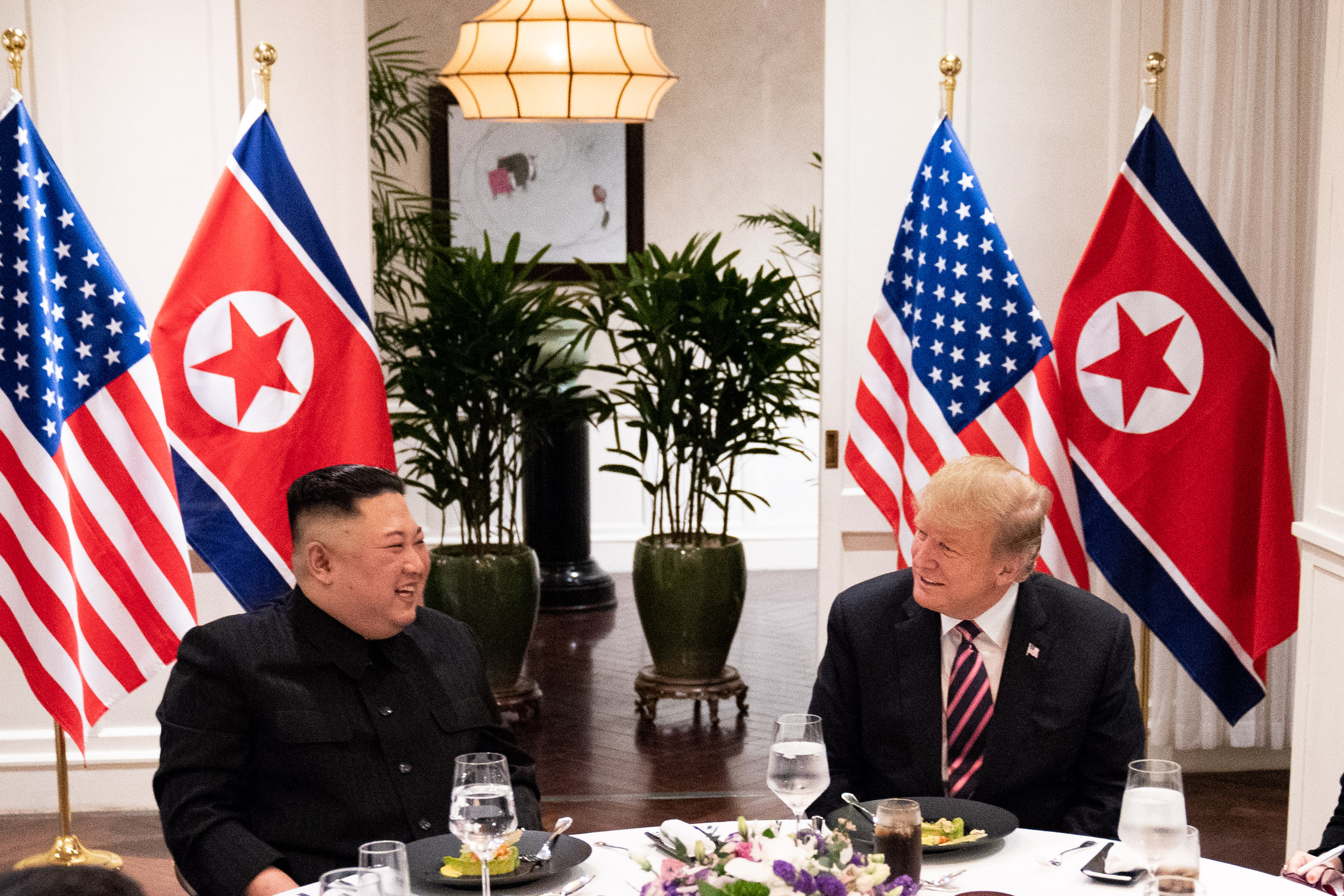
Trump y Kim cenando en el hotel durante la Cumbre de Hanói de 2019.

El hotel fue inaugurado en agosto de 1901 por André Ducamp y Gustave-Émile Dumoutier con el nombre de Grand Hotel Métropole. Tras la independencia de Vietnam en la década de 1950, Metropole fue rebautizada como Thong Nhat Hotel (hotel de reunificación, en idioma español) por el gobierno de Vietnam del Norte. En la década de 1960, se construyó un refugio antiaéreo para proteger a los huéspedes durante los ataques aéreos propios de la guerra de Vietnam. Jane Fonda se quedó allí durante su viaje a Hanói en junio de 1972. Joan Baez visitó Hanói con una delegación estadounidense en diciembre de 1972, pero se quedó en el cercano Hotel Hoa Binh (Hotel de la Paz) y se vio atrapada en la Operación Linebacker II de los Estados Unidos. Ella grabó su canción ¿Dónde estás ahora, mi hijo? en su habitación de hotel durante los ataques aéreos de Linebacker II, con los sonidos audibles en la grabación.
En 1987, la cadena francesa Pullman Hotels formó una empresa conjunta con el gobierno vietnamita para restaurar el hotel a los estándares internacionales. El hotel fue completamente reconstruido, recuperando el nombre Metropole y reabriendo el 8 de marzo de 1992 como Pullman Hotel Metropole. Posteriormente, el hotel se trasladó del Pullman a la cadena Sofitel, y se colocó en su exclusiva división Legend como Sofitel Legend Metropole Hanoi. La nueva Opera Wing de 135 habitaciones se agregó de 1994 a 1996, junto con la torre de oficinas del Metropole Center. Sofitel Metropole fue elegido como el mejor hotel de Vietnam y fue uno de los dos únicos hoteles vietnamitas que ingresaron a los mejores hoteles del mundo por la revista Condé Nast Traveler en 2007.
El hotel fue utilizado como lugar de reunión de la cumbre entre Corea del Norte y los Estados Unidos entre el presidente de Estados Unidos, Donald Trump, y el líder supremo de Corea del Norte, Kim Jong-un, los días 27 y 28 de febrero de 2019.

## Cultura popular
El Metropole fue el primer lugar de la península de Indochina donde se mostró películas. Somerset Maugham escribió en The Gentleman in the Parlor que en el hotel Charlie Chaplin y Paulette Goddard pasaron su luna de miel en el Metropole en 1936 después de casarse en Shanghái. Graham Greene se quedó en el hotel en 1951 mientras escribía The Quiet American.

## Galería

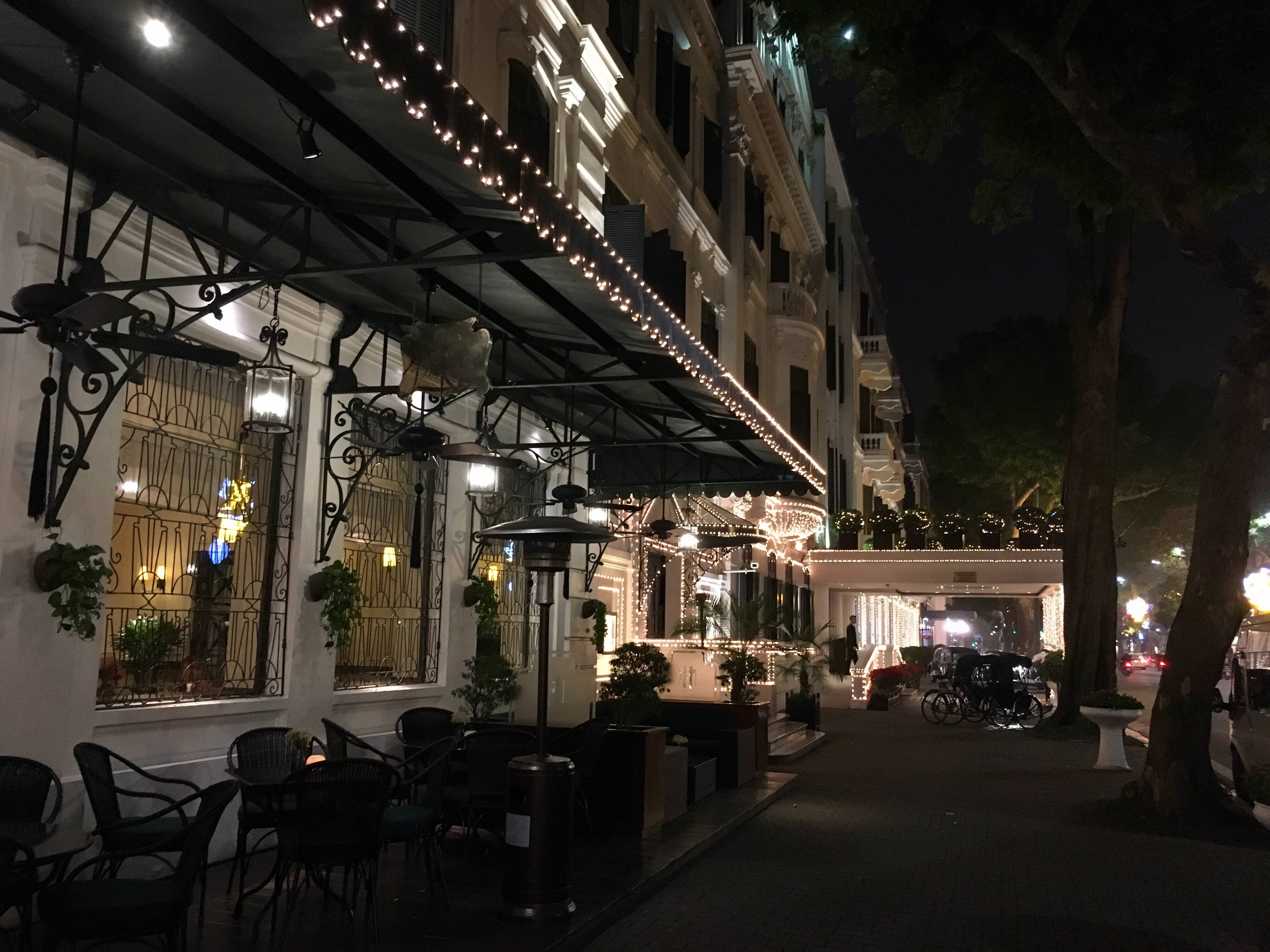
Fachada del hotel por la noche
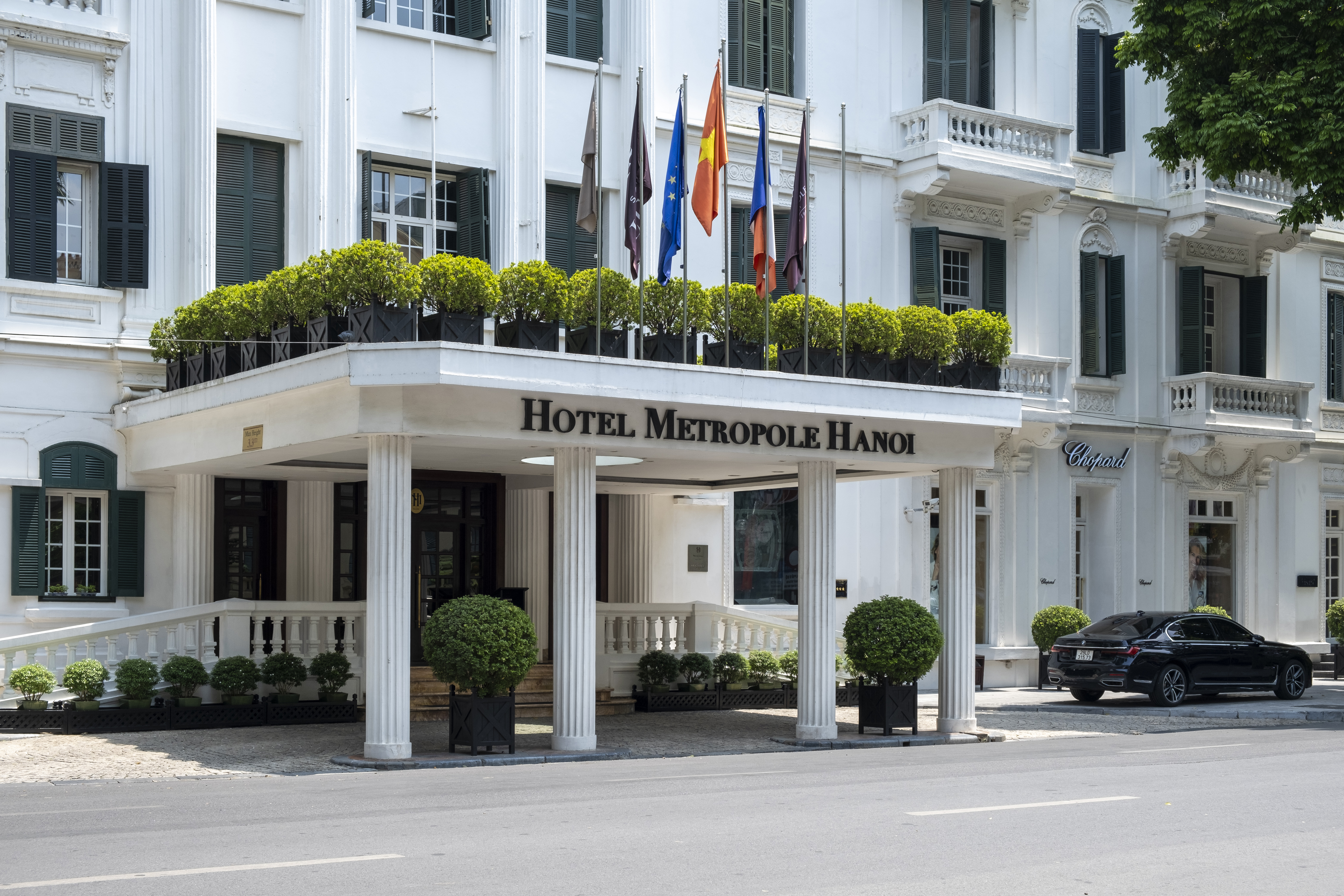
Entrada en la calle Ngo Quyen
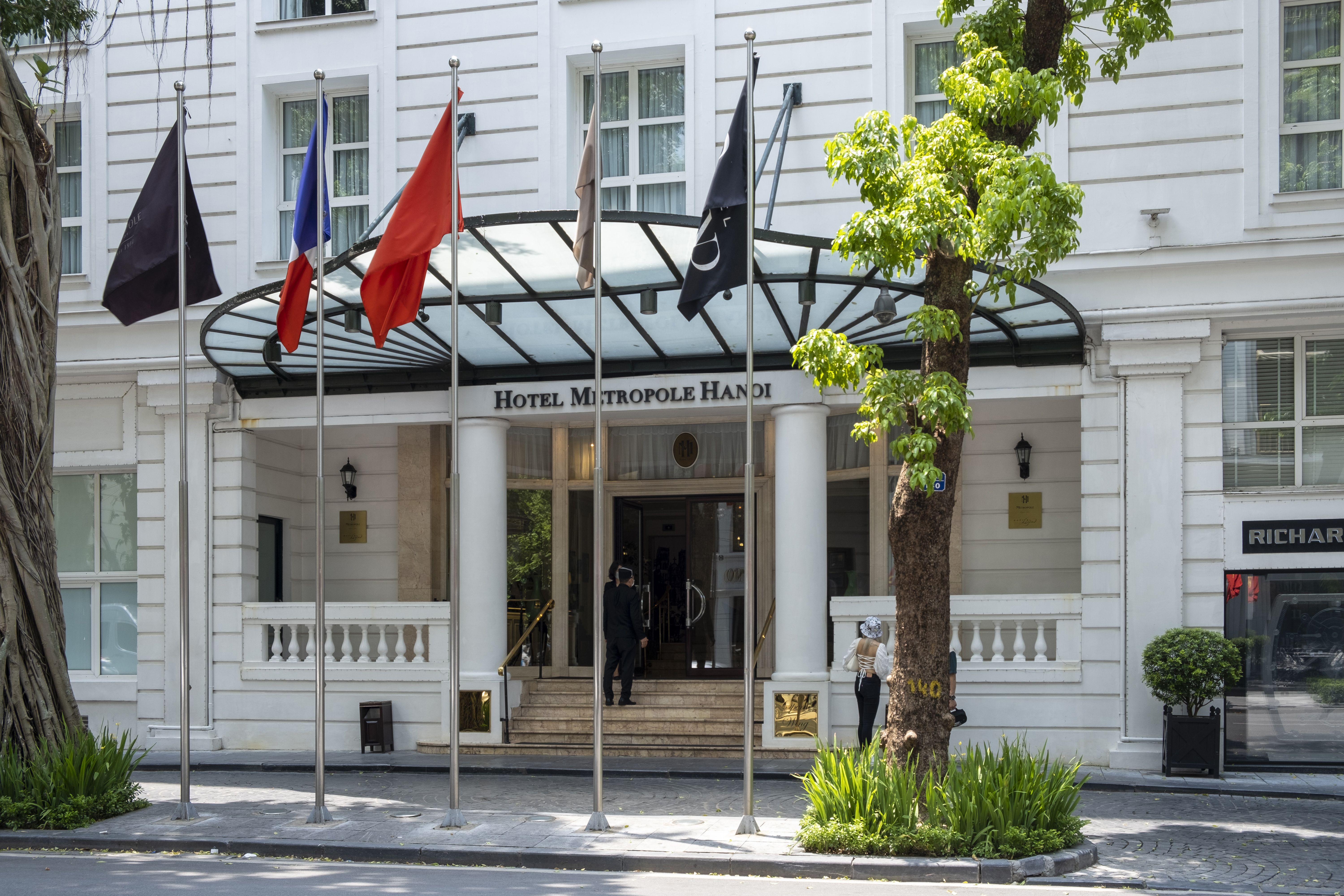
Entrada en la calle Ly Thai To
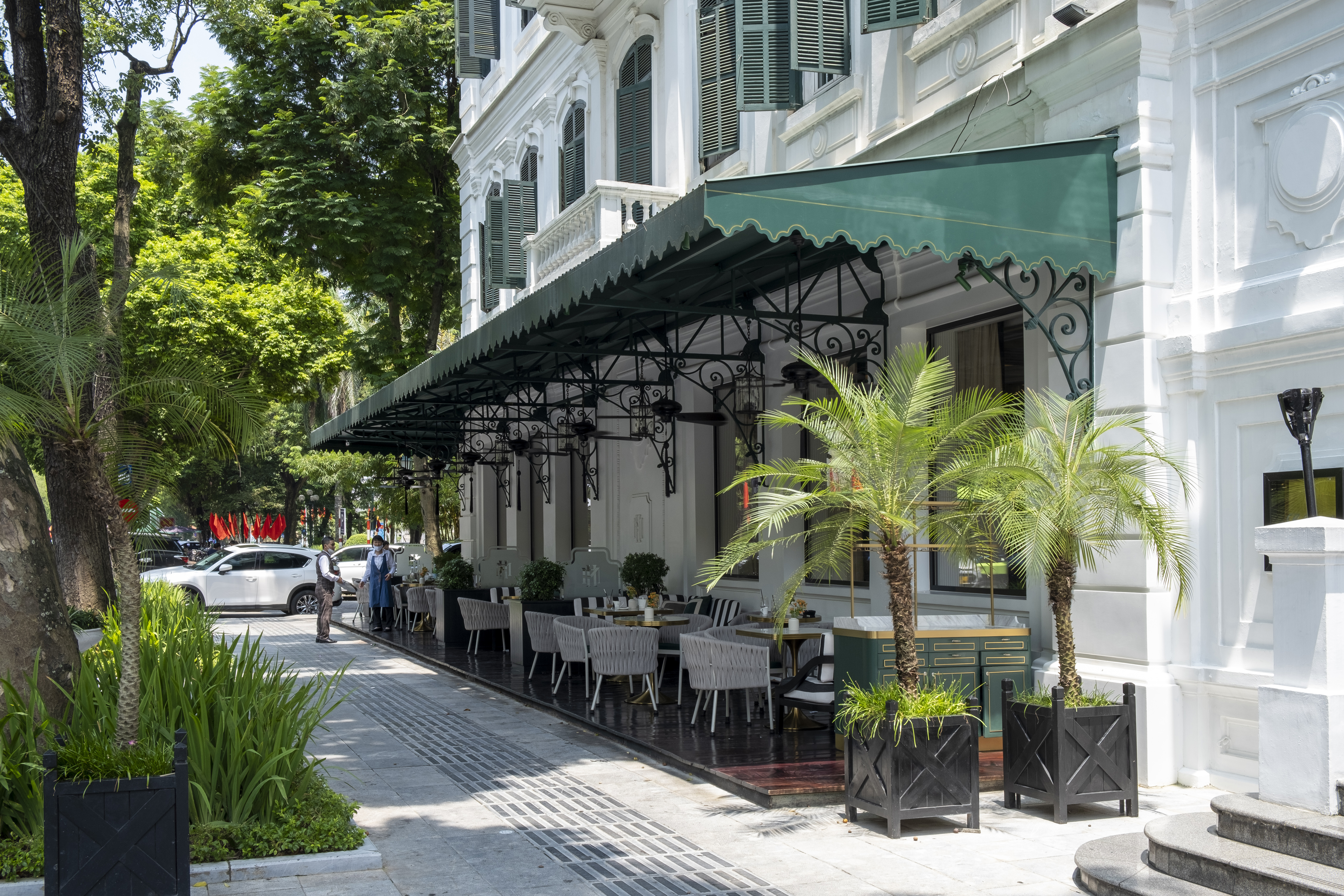
La Terrasse café en la esquina noroeste del hotel.
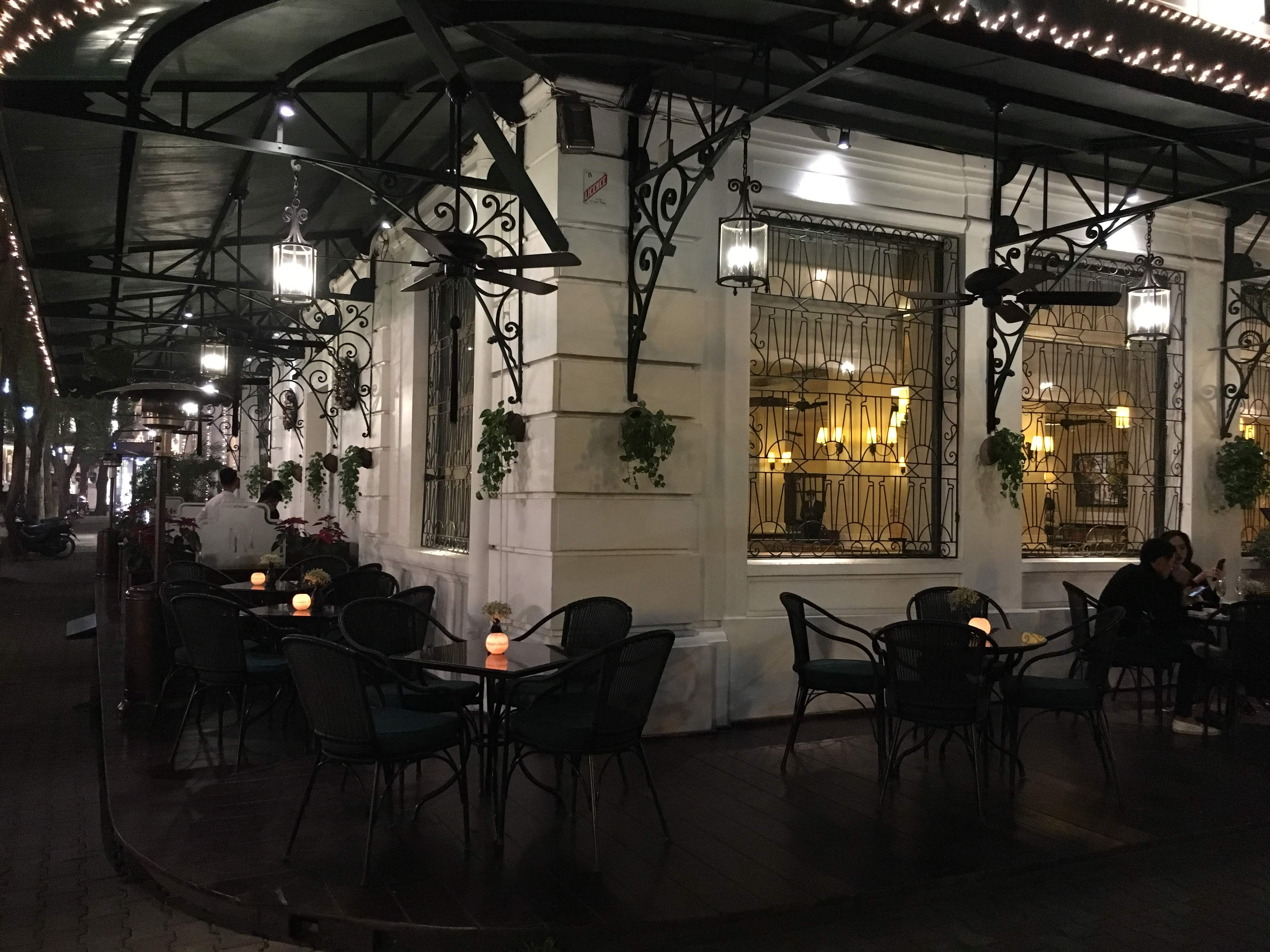
La Terrasse café por la noche